# 巴仁電視台
巴仁電視台（英語：Bayon Television），1998年成立於柬埔寨，主要經營電台及電視台節目。
巴仁企業除了位於金邊台區外，還在暹粒市、磅湛、西哈努克市，以及上丁（Stung Treng）4個台區，而電台廣播為95赫茲頻率運作。
也是柬埔寨人民黨親信，巴仁電視台董事长為洪瑪娜，乃柬埔寨首相洪森之長女。
目前巴仁電視台属下电视台有：BTV新闻台 （页面存档备份，存于），ETV娱乐台 （页面存档备份，存于），

## 連結
- bayontv.com.kh （页面存档备份，存于）